# Jordi Aguadé i Clos

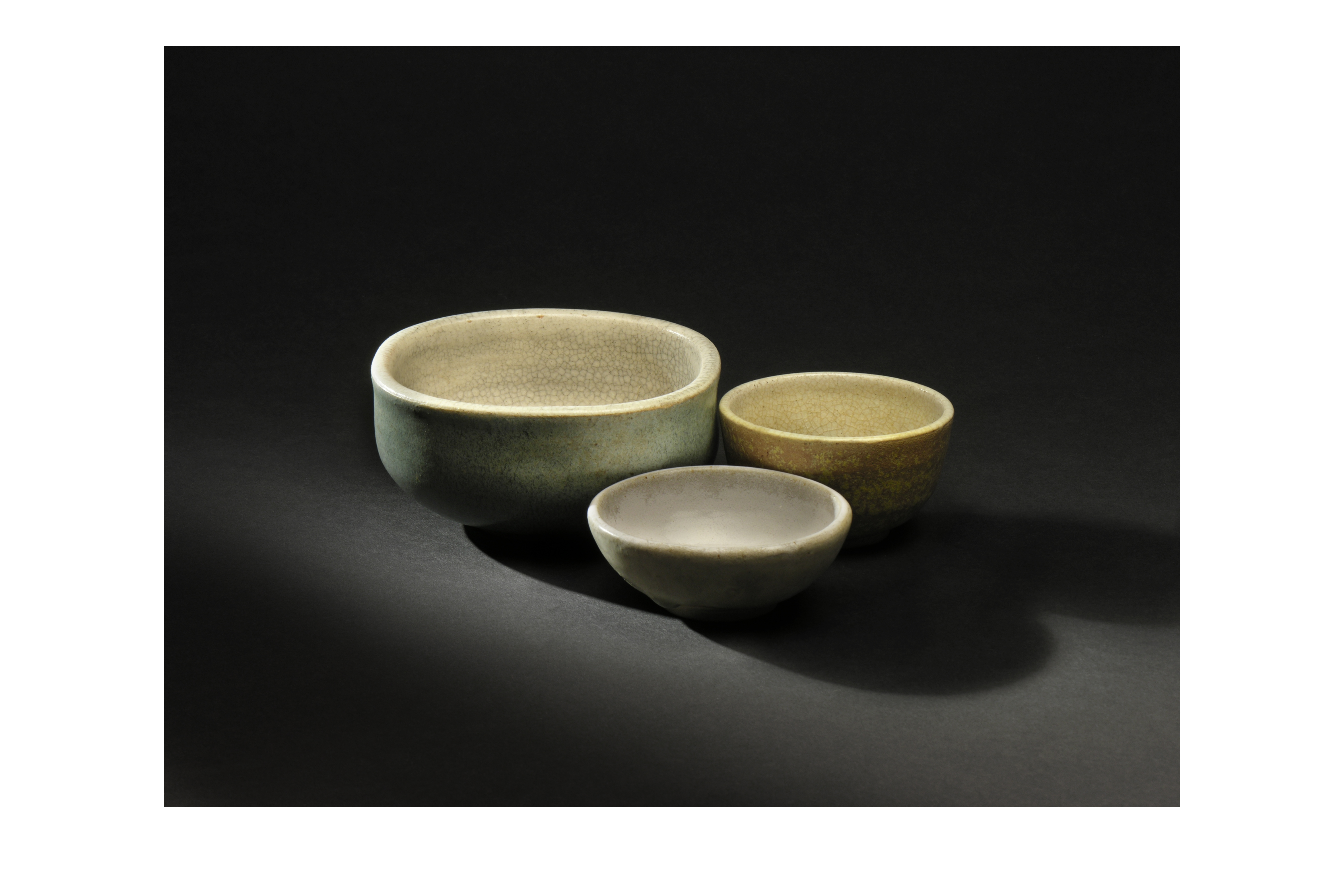
BOLS DE GRES 1280º

GERRO

Jordi Aguadé i Clos   (Barcelona, 1925 - 22 de maig de 2021) fou un ceramista català. Referent de la ceràmica contemporània catalana i mestre de ceramistes, va fundar el grup multidisciplinari La Cantonada, amb Jordi Vilanova i Bosch, Joan Vila Grau, Aureli Bisbe i Jordi Bonet. Algunes de les seves obres poden veure’s a les façanes i interiors d’edificis d’arreu de Catalunya, entre ells la Sagrada Família.

## Infancia i joventut
El 1937 va ser alumne de l'Institut Escola i de l'Escola de pre aprenentatge, les dues de la Generalitat de Catalunya. Seguit el 1939 a Barcelona, es va inscriure a l'Acadèmia Baixas i al taller de ceràmica de l'escola Industrial, on va ser deixeble de J.B Alos.
Al pasar un any d'aprenentatge, entra al taller de Josep Llorens Artigas, sent el seu aprenent durant deu anys, fent d'ajudant de les classes que impartia a l'Escola Massana.
Va col·laborar al taller Artigas, amb Joan Miró i Ferrà en diversos murals. Cap a mitjans dels anys 50 marxa cap a París a treballar al taller de Ph Rouard uns mesos. El mateix any marxa de París cap a Suècia a treballar amb la ceramista i escultora Tyra Lundgren. A Suècia també coneix a la ceramista Gocken Jobs. Dirigeix un petit taller de terrisseria popular a Gotland.
Un any més tard, el 1951 torna a Barcelona on Llorens Artigas, presenta a Jordi Aguadé en una exposició de les Galeries Laietanes.

## Maduresa i reconeixement
Reconegut a Barcelona i ja amb una bona trajectòria obre dos tallers, un a Gallifa i l'altre a Horta on encara avui dia es treballa la ceràmica seguint els passos del mestre ceramista.
Va ser fundador del grup La Cantonada en el 1955 conjuntament amb el decorador Jordi Vilanova, el joier Aureli Bisbe, el pintor Joan Vila Grau i l'arquitecte Jordi Bonet. Treballa a fer grans murals amb Joan Vila Grau com el del Col·legi de Metges a Barcelona, el de les Caves Codorniu a Sant Sadurní d'Anoia i el de les Autopistes que pertanyen a Lleida.
També fa un conjunt de plafons de ceràmica de petit format que són mostrats en diverses exposicions.
En el camp de la investigació plàstica s'ha dedicat a explorar les possibilitats dels esmalts sobre peces de torn de formes molt sòbries. Les seves obres es troben als museus d'Arts Decoratives de Barcelona, València, Coburg (Alemanya), al Museu Fitzwilliam de Cambridge (Anglaterra).
Va treballar peces amb aplicació d'esmalts cuits a alta temperatura en atmosfera neutra d'oxidació i en atmosfera de reducció.
Fou elegit acadèmic de número per la secció d'arts sumptuàries i visuals de la Reial Acadèmia Catalana de Belles Arts de Sant Jordi el dia 15 de gener de 2003, acceptant la proposta presentada pels acadèmics de número Fernando Boneu i Companys, Àngel Fàbrega i Grau, i Josep M. Garrut i Romà. Llegí el seu discurs d'ingrés el 21 de maig de 2003, que porta el títol de “L'art del fang i el foc”.
Cap a finals del 2005, el Temple Expiatori de La Sagrada Familia li encarrega la realització de 19 peces de 3 m. d'alt per la nau central del temple.
Va morir el 22 de maig de 2021, als noranta cinc anys.

## Exposicions[calcitació]
- 1960, Exposició al Pavelló d ´Espanya a la fira Internacional de Nova York,
- 1967, Exposició de la Cantonada,a la Casa del Siglo xv, de Segovia.
- 1969, Exposició a la sala Duran de Madrid.
- 1969, Exposició L'engalba Galeria AS de Barcelona - Realització mural per a l ´edifici del col·legi de metges de Barcelona.
- 1970, Exposició a la Galeria AS de Barcelona.
- 1972, Exposició a la Galeria AS de Barcelona.
- 1975, Exposició murals Joan Vila Grau-Jordi Aguadé, Galería Península Madrid.
- 1978, Exposició homenatge a Josep Llorens Artigas.
- 1980, Exposició a la “ Kunshandwerksplege” a Múnic
- Invitació per organitzar una exposició de gerros de gres.
- Invitació per exposició de gerros de gres al Robinson College de Cambridge, Anglaterra
- Exposició, La Ceràmica Actual dels Països Catalans sala del FAD Bcn.
- 1981, Exposició a “Catalunya avui”, Palau de la Unesco de París.
- Exposició a “Congrés Cultura Tradicional i Popular”, Generalitat de Catalunya.
- 1982, Exposició “Cultura” palau de Congressos Montjuïc. Generalitat de Catalunya.
- Beca i ajudes a les Arts Plàstiques de la Generalitat de Catalunya.
- Exposició peces de gres a Niu d'Art .Vilassar de Dalt.
- 1983, Exposició de gerros de gres a la Casa del Siglo xv,de Segovia.
- 1987, Exposició de gerros de gres a l ´Acadèmia de Belles Arts de Sabadell.

## Premis
- 1964 Premi selecció ADI FAD,Forma i Qualitat.[cal citació]
- 1966 Premi “Merito Diseño Industrial”, ADI FAD[cal citació]
- 1976 Concurs “Autopistas del Ebro, realització mural àrea de Lleida.[cal citació]
- 1977 Primer Premi FAD Alfa de Disseny en el concurs exposició Alfa multiple Fad.[cal citació]
- Guanya el concurs per l ´expo itinerant, El Bol .The world craft council.[cal citació]
- 1980 Medalla d'Or de l'Estat de Baviera a la Fira Internacional de Múnic, Alemanya.[2]
- 1987 La Generalitat atorga la carta de Mestre Ceramista a Jordi Aguadé.[cal citació]
- 1999 La Generalitat de Catalunya,crea els Premis nacionals de l'ensenyament de les arts; Premi arts plàstiques, entre els quals hi ha el premi “Jordi Aguadé” de ceràmica.[cal citació]
- 2015 La Generalitat de Catalunya atorga la Creu de Sant Jordi a Jordi Aguadé i Clos[2]
- 2016 Exposició "L'obra i l'empremta". Terracotta Museu, La Bisbal d'Empordà[cal citació]